# Wiciokrzew pospolity

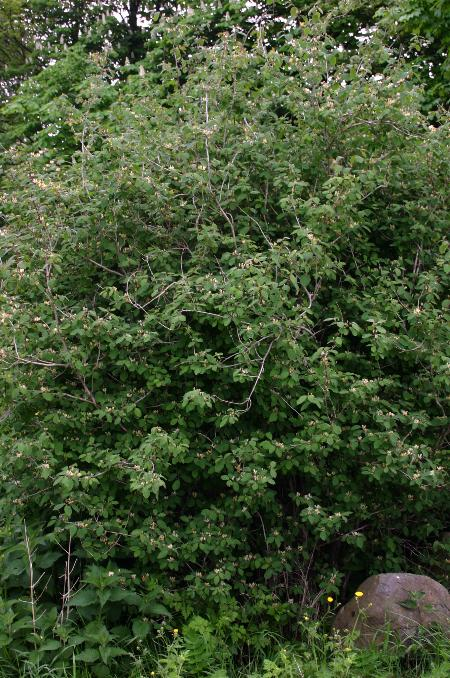
Pokrój

Wiciokrzew pospolity, suchodrzew pospolity, wiciokrzew suchodrzew (Lonicera xylosteum L.) – gatunek krzewu z rodziny przewiertniowatych. Pochodzi z Europy i wschodniej Azji. Rozprzestrzenił się również w Ameryce Północnej. W Polsce jest spotykany w całym kraju, ale jest bardzo nierównomiernie rozprzestrzeniony – jest pospolity na pogórzu, w pasie wyżyn i w rejonie dolnej Wisły, ale na innych obszarach lokalnie bywa gatunkiem rzadkim. Jest czasami uprawiany.

## Morfologia
PokrójKrzew o wysokości 1–2 m. Pędy w środku puste, bez rdzenia, młode są owłosione, starsze nagie.
LiścieUlistnienie nakrzyżległe, liście całobrzegie, z krótkimi ogonkami, owłosione, o zaokrąglonych lub szerokoklinowatych nasadach.
Kwiaty5-krotne, ze zrośniętymi płatkami tworzącymi długą rurkę, 2-wargowe. Warga górna jest płytko rozcięta. Korona o długości 1–1,5 cm, początkowo jest kremowa, podczas przekwitania żółknie. Kwiaty wyrastają po dwa na wspólnej szypułce, ich 3-komorowe zalążnie są zrośnięte nasadami. Nitki pręcików mają owłosione nasady.
OwoceCzerwone jagody, czasem zrośnięte parami.

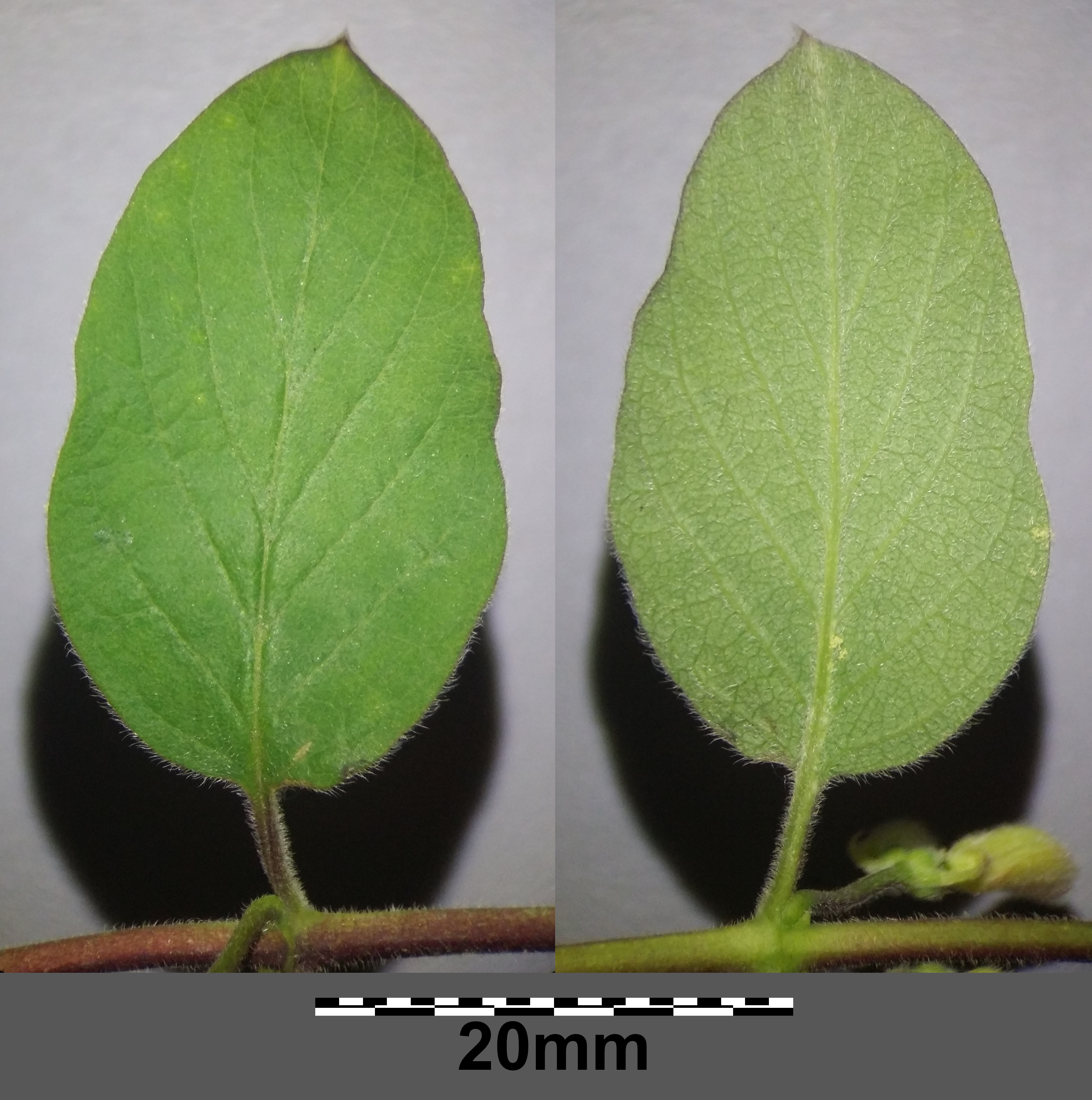
Liście
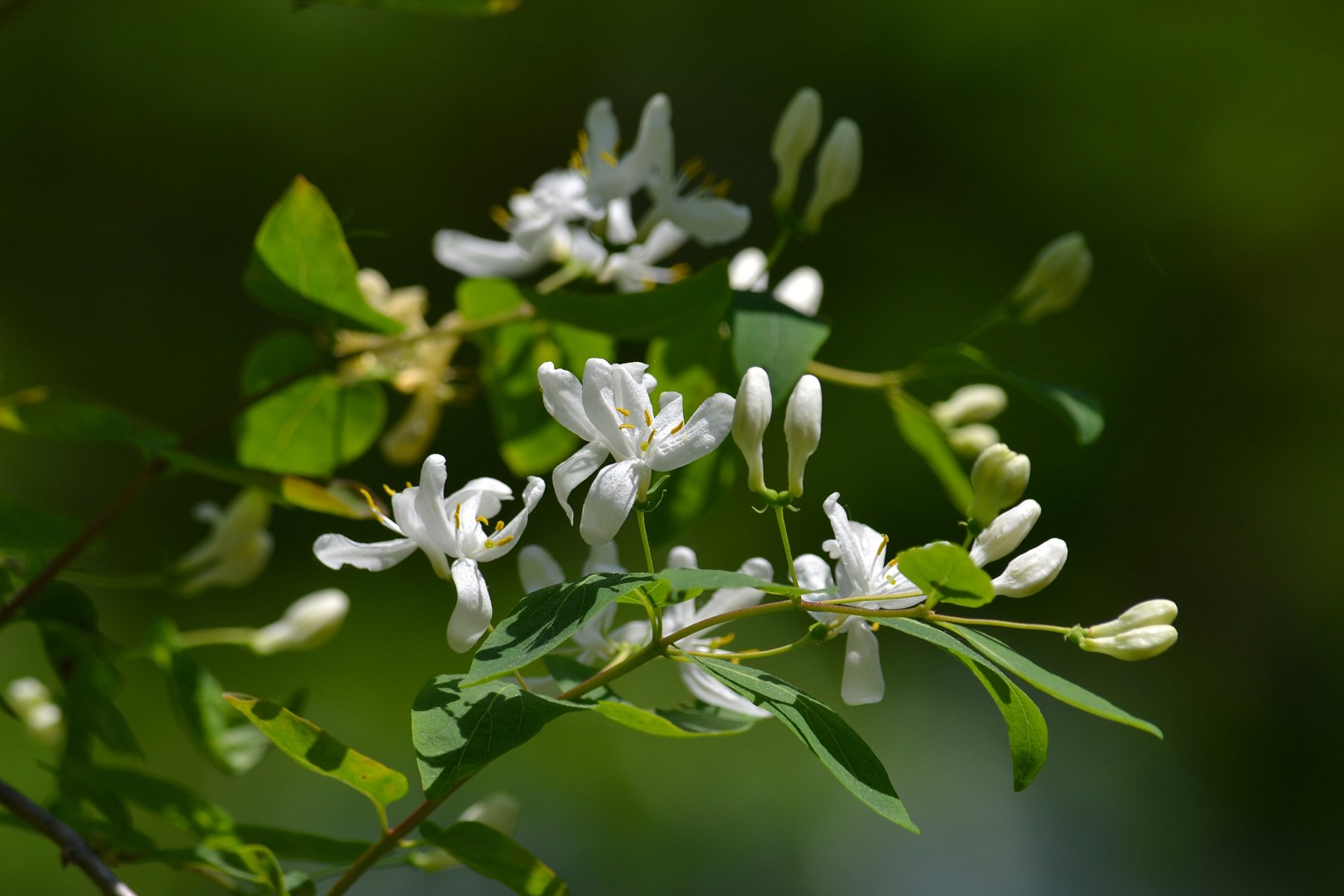
Kwiaty
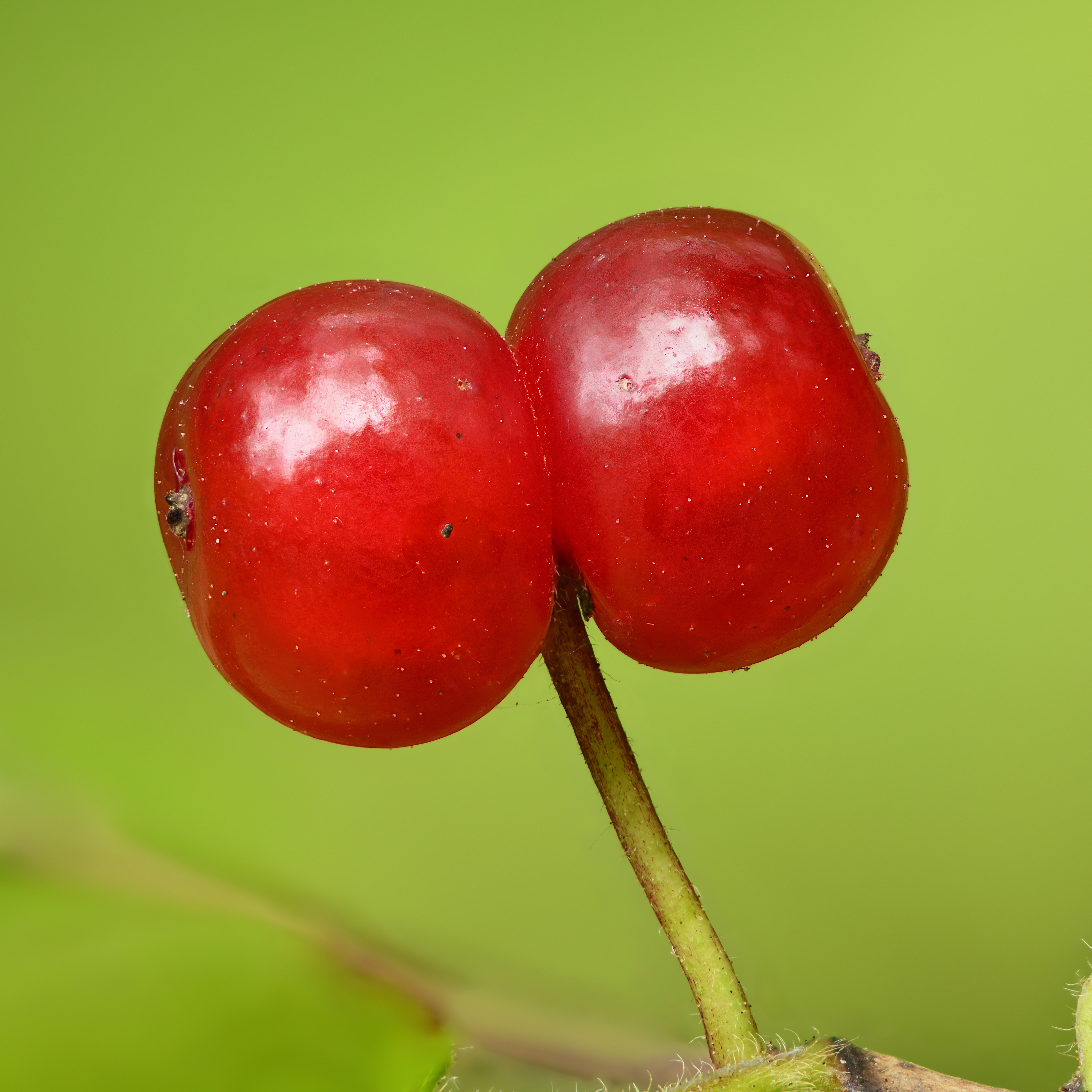
Owoce

## Biologia i ekologia
Nanofanerofit. Rośnie w lasach mieszanych oraz zaroślach. W klasyfikacji zbiorowisk roślinnych gatunek charakterystyczny np. dla klasy (Cl.) Querco-Fagetea oraz wyróżniający dla zespołu (Ass.) Rhamno-Cornetum sanguinei. Kwitnie od maja do czerwca. Roślina trująca.
Jest rośliną żywicielską larw rzadkiego motyla przeplatki maturna.

## Zastosowanie
Roślina ozdobna. Czasami (rzadko) bywa uprawiany. Nie jest tak ozdobny, jak inne uprawiane w tym celu gatunki wiciokrzewów (w. przewiercień, w. pomorski, w. Tellmana). Nie ma specjalnych wymagań co do gleby. Podczas silnych mrozów mogą przemarzać niezdrewniałe, młode pędy, ale roślina szybko odtwarza je ze starszych pędów. Wymaga podpór.